# Piquet (gioco di carte)
Il Piquet (o picchetto) è un gioco di carte per due giocatori, da giocarsi con un mazzo di 32 carte, che rientra contemporaneamente nel gruppo dei "giochi di combinazioni" (come il Ramino) e nel gruppo dei "giochi di prese" (come il Tressette).

## Storia
Il piquet è uno dei più antichi giochi di carte a noi pervenuti. È menzionato nel 1532, sotto il suo antico nome di Cent, da Rabelais nel suo Gargantua. Il piquet veniva inizialmente giocato con un mazzo di 36 carte.
Sebbene la leggenda attribuisca la creazione del gioco a Stephen de Vignolles, anche conosciuto come La Hire, un cavaliere al servizio di Carlo VII durante la Guerra dei cent'anni, è possibile che il gioco sia arrivato in Francia direttamente dalla Spagna, viste le denominazioni delle caratteristiche centrali del gioco - "pique" e "repique" - che lasciano trasparire una chiara origine spagnola.
È solo dalla fine del XVII secolo che si è passati a giocarlo unicamente con il mazzo ridotto a 32 carte. Fuori della Francia, questo mazzo ridotto è anche conosciuto come «mazzo da piquet».
Il piquet si è radicato inizialmente in Francia, dove forse è anche nato e da cui è passato verso l'Inghilterra e la Germania, paesi in cui ha trovato altrettanto successo. Nel 1892, durante un congresso sulle carte da gioco tenuto a Vienna, fu dichiarato il più «classico» dei giochi di carte. La sua popolarità è diminuita rapidamente nel XX secolo, in combinazione con l'avvento e la diffusione del Contract Bridge e delle varianti di Ramino. Ora viene giocato solo marginalmente.

## Regole del gioco

### Ordine delle carte
Le carte seguono l'ordine qui mostrato, dalla più forte alla meno forte:
|  |  |  |  |  |  |  |  |

### Valore delle carte
L'asso vale 11 punti, ciascuna figura 10 punti, le altre carte valgono tanti punti quanto il loro numerale. Il valore delle carte è utilizzato esclusivamente nella fase iniziale del gioco, della dichiarazione delle lunghe a ciascun seme. (vedi più in basso).

### Preparazione
Ciascun giocatore estrae una carta, chi estrae la più bassa svolge per primo il ruolo di mazziere. I due giocatori si alternano nel ruolo a ciascuna mano successiva.
Il mazziere mischia le carte e fa alzare il mazzo all'avversario, che dovrà separare almeno due carte. Il mazziere le distribuisce a due o tre per volta finché entrambi i giocatori ne hanno 12.
La decisione di come distribuire le carte è del primo mazziere, questa decisione va rispettata per il resto del gioco a meno di altri accordi.

#### Carte bianche
Se un giocatore non ha ricevuto alcuna figura, si dice che ha carte bianche. Questo vale 10 punti e serve a pareggiare lo svantaggio in cui si trova il possessore della mano. L'annuncio va fatto prima della successiva fase di scarto; le carte vanno brevemente mostrate prima del proprio scarto, affinché l'avversario possa verificare la validità dell'annuncio.

### Lo scarto
Il primo di mano (non mazziere) scarta da una a cinque carte fra quelle che ha ricevuto. Egli è obbligato a scartarne almeno una. Dalla cima del mazzo delle otto carte restanti non distribuite ne pesca altrettante quante ne avrà scartate, in modo da avere nuovamente 12 carte in mano. Se non prende tutte le cinque carte a cui ha diritto, può guardare quelle che non avrà preso. Per esempio, se ne cambia 3, può verificare le due che rimangono.
Il secondo di mano (il mazziere) a sua volta può prendere dal mazzo tante carte quante il primo ne avrà lasciate, cioè fra tre e sette. Questa quantità sarà di tre, se il primo di mano avrà cambiato il massimo di cinque carte. Anche il mazziere dovrà cambiare almeno una carta. Se decide di lasciarne nel mazzo un certo numero, può scegliere di guardare quali carte restano, a patto che l'avversario le possa vedere anche lui. Se il mazziere lascia delle carte e decide di non guardarle, nemmeno il primo di mano potrà farlo.

### Gli annunci delle combinazioni
Dopo gli scarti segue una fase di dichiarazioni: il primo giocatore dice quali combinazioni può formare con le proprie carte, a ciascuna dichiarazione il secondo risponde se ne ha di meglio o meno in mano.
Come detto sopra, il primo annuncio, "carte bianche" va fatto prima dello scarto. Allo scarto seguono gli annunci delle combinazioni, che possono essere di tre tipi:

#### Punti
Qui si tratta di confrontare chi ha il maggior numero di carte dello stesso seme. Nel caso in cui i due giocatori dichiarino avere nel loro miglior seme lo stesso numero di carte, si confronta la somma dei valori delle carte. Ad esempio, il primo con in mano ♣ A K 10 9 7 dichiara "punti da 5", il secondo con ♥ K Q J 8 7 risponde "da quanto?", il primo somma 11 + 10 + 10 + 9 + 7 e risponde "47", il secondo risponde "buona" nel senso che non può batterlo.
Ci sono due varianti sul come valutare questa combinazione. In una si attribuiscono tanti punti quante sono le carte allo stesso colore, nell'altra si divide per dieci la somma dei valori delle carte approssimando al numero intero più vicino, variante in pratica equivalente alla prima, tranne nel caso in cui la combinazione contenga le tre carte 7, 8 e 9.

#### Sequenze
Sequenza ininterrotta di almeno tre carte nello stesso colore nell'ordine naturale.
Il numero di punti che viene assegnato per le sequenze è pari alla lunghezza della sequenza, più un bonus di 10 punti se la sequenza è di almeno 5 carte.
Il giocatore che si veda attribuito il diritto di segnare punti per le sequenze, può contare tutte le sequenze che si trovi in mano.
Ad esempio, il primo giocatore ha in mano ♣ K Q J, ♠ 8, ♥ A Q J 10 9 7, ♦ A J; il secondo ♣ A 10 8, ♠ K 7, ♥ K, ♦ K Q 10 9 8 7; il primo dichiara "quarta" riferendosi alla sequenza ♥ Q J 10 9; il secondo, avendo anch'egli una quarta di quadri chiede "a quale?" (cioè "qual è la carta più alta della tua sequenza?"); il primo risponde "a regina"; il secondo che ha una quarta a 10 si dichiara sconfitto dicendo "buona". Il primo giocatore a questo punto ha il diritto di incassare tutte le sequenze nella sua mano, cioè anche la terza al re di fiori.
Le sequenze valgono tanti punti quanto la loro lunghezza, più un bonus di 10 punti per le sequenze di cinque o più carte.

#### Tris e Quattordici
Tre o quattro carte dello stesso valore facciale. Il Tris vale 3 punti, mentre, come suggerisce il nome "quattordici", quattro carte uguali valgono 14 punti.
Come per le sequenze, chi ha il quattordici migliore —o in mancanza di quattordici, il tris migliore— si aggiudica il diritto di contare tutti i suoi tris e quattordici. Questa combinazione vale solo per le carte superiori o uguali al 10: un quattordici di 9, 8 o di 7 non si conta.

### La Dichiarazione
Come anticipato negli esempi, la fase di dichiarazione si svolge come segue: il primo giocatore comincia dichiarando il valore della sua combinazione (punti, sequenza, carte uguali), l'avversario a ciascuna dichiarazione risponde "buona" se non ha di meglio, se ha una combinazione paragonabile chiede di specificare ulteriormente, se invece ha di meglio dice "non buona". Non c'è l'obbligo di specificare le combinazioni che battono chiaramente quelle dell'avversario.
In caso di parità il punto non viene assegnato. Il seme delle combinazioni non gioca alcun ruolo nel confronto reciproco.
Non c'è l'obbligo di dichiarare tutte le combinazioni che si hanno in mano. È lecito e può essere strategicamente conveniente ad esempio dichiarare un tris avendo in mano un quattordici, o non dichiarare una sequenza, per esempio se ci si aspetta che l'avversario comunque la batterebbe.

### Il segnare il punteggio
Le dichiarazioni vengono incassate in sequenza: "bianche", "colore", "sequenze", "uguali". Solo la dichiarazione "bianche" va dimostrata prima dello scarto, le altre vengono dimostrate dopo che tutte le dichiarazioni sono state effettuate e prima delle 12 giocate.
Da questo momento in poi il punteggio viene aggiornato a voce alta dal giocatore che si aggiudichi una combinazione, una passata, o un azzardo.

### Le 12 passate
Nel Piquet non c'è atout (seme di briscola), ma vale l'obbligo di rispondere al seme giocato ove possibile. La carta più alta al seme giocato vince la passata.
Il primo di mano incassa un punto al momento di giocare la sua prima passata, ogni passata vinta vale un punto, vincere la passata giocata dall'avversario vale due punti.
Se uno dei due giocatori effettua 7 o più prese, marca 10 punti supplementari.

### Gli azzardi
ci sono tre azzardi

#### La picca
Se durante le passate un giocatore raggiunge i 30 punti senza che l'avversario ne abbia marcato alcuno, "fa picca" e marca 30 punti (supplementari) che calcola direttamente annunciando a voce alta il punteggio maggiorato di 30 punti.
E aggiunge i 30 punti.

#### La ripicca
Simile alla picca, ma prima dell'inizio delle passate. Se un giocatore raggiunge o supera il punteggio di 30 punti senza che l'avversario abbia potuto segnare un solo punto, ottiene un bonus di 60 punti.

#### Il cappotto
Il giocatore che vinca tutte le dodici passate si aggiudica 30 punti supplementari, oltre ai 10 che già s'era aggiudicato all'effettuare la 7ª presa.

### Il gioco
Una partita consiste di sei giochi o smazzate. In una partita ciascun giocatore è mazziere 3 volte.
All'interno di una partita, a fine di ciascuna smazzata, il punteggio di ciascun giocatore viene scritto e sommato a quelli delle precedenti, così che la smazzata successiva ricominci da zero.
Il valore di una partita è uguale a 100 punti più la differenza di punteggio fra i giocatori. Se il perdente non raggiunge i 100 punti alla fine del sesto gioco, il valore della partita è invece di 100 punti più la somma del punteggio di entrambi i giocatori.

## Varianti
Trattandosi di un gioco con una storia di forse 5 secoli non stupisce che esistano innumerevoli varianti. Il gioco descritto qui è solo una delle possibili maniere di giocare il piquet. Secondo la pagina Wikipedia francese, il piquet normanno è una variante per tre giocatori, mentre il piquet voleur è per quattro.
Secondo il sito pagat, la variante più antica, a 36 carte, prevede che si distribuiscano 12 carte per persona e che 12 vadano a formare il monte. L'avversario del cartaro potrà cambiare fino a 7 carte, mentre il cartaro potrà cambiare le restanti.